# Mike Smith (Dave Clark Five)
Michael George Smith (6  de diciembre de 1943 - 28 de febrero de 2008) fue un cantante, compositor y productor musical inglés.[1]
En los años 60s, Smith fue el vocalista principal y tecladista del grupo The Dave Clark Five. La banda fue una de las unidades principales en la llamada Invasión Británica a los Estados Unidos, y fueron además los principales rivales británicos de The Beatles aún antes de The Rolling Stones.

## Biografía
Smith nació en Edmonton, en el norte de Londres, hijo único de George y Maud Smith. Desde que tenía cinco años sus padres se dieron cuenta de que tenía una habilidad natural como pianista. Smith comenzó lecciones clásicas de piano y a la edad de 13 años superó el examen para entrar en el Trinity Music College en Londres.

## Carrera
Smith conoció a Dave Clark, cuando ambos eran miembros de un mismo equipo de fútbol para el St. George Boys Club. Por su adolescencia, Smith había desarrollado una fuerte entrega vocal, mientras que idolatraba a Little Richard, entre otros. A los 17 años, mientras trabajaba para una compañía financiera, Smith fue invitado por Clark para unirse a su banda, que estaba ocupado reconstruyendo alrededor del núcleo de Clark y el guitarrista rítmico (más tarde el bajista) Rick Huxley, después de haber perdido recientemente su vocalista.

## Muerte
Smith murió el 28 de febrero de 2008 en el Hospital de Stoke Mandeville en Aylesbury, Buckinghamshire, a la edad de 64 años, de neumonía, una complicación de un accidente anterior. Él murió sólo 11 días antes de que iba a ser incluido en el Salón de la Fama del Rock and Roll como miembro de The Dave Clark Five.
Después de su muerte, se descubrió que Smith dejó una finca sorprendentemente modesta, sólo valía £ 66.000.
- Datos: Q1933525
- Multimedia: Mike Smith (musician born 1943) / Q1933525